# 会昌県
会昌県（かいしょう-けん）は中華人民共和国江西省贛州市に位置する県。

## 行政区画
- 鎮:文武壩鎮、筠門嶺鎮、西江鎮、周田鎮、麻州鎮、荘口鎮
- 郷:清渓郷、右水郷、高排郷、暁竜郷、珠蘭郷、洞頭郷、中村郷、站塘郷、永隆郷、富城郷、小密郷、荘埠郷、白鵝郷

## 交通

### 鉄道
- 中国鉄路総公司
  - 贛瑞竜線
    - 会昌北駅

### 道路
- 高速道路
  - 済広高速道路
  - 厦蓉高速道路
- 国道
  - G206国道
  - G323国道